# Mike Elliott
Mike Elliott (6 de agosto de 1929) es un saxofonista británico nacido en Jamaica. Tocó en grabaciones de ska a principios de la década de 1960 y en éxitos de música pop y soul a finales de la misma. Se le conoce sobre todo por ser uno de los miembros fundadores del grupo británico The Foundations, y por haber tocado en sus exitosos sencillos "Baby, Now That I've Found You" y "Build Me Up Buttercup".

## Carrera

### Años 1960
Elliott era miembro del Rico's Combo, una banda de estudio dirigida por el trombonista jamaicano Rico Rodriguez. Además de Rodríguez en el trombón y Elliott en el saxofón, la banda incluía otro saxofonista Lovett Brown y Jackie Edwards en el piano, etc. 
Tocaron en las grabaciones de Ska jamaicano de principios de los años 60 publicadas en el sello Planetone, como "Hitch & Scramble" (grabado en 1962).
También había grabado un puñado de discos con su propio nombre, dos de ellos en el sello Planetone en 1963. Estos dos sencillos de Planetone fueron compartidos con otros artistas. 
Su grabación "This Love of Mine" apareció en la cara posterior de "Moon Man" de Terry Moon y volvería a aparecer más tarde en el sello Carnival en 1964 como cara posterior de "Things Are Getting Better" de Young Satchmo.
También había sido miembro de The Cabin Boys, liderados por Colin Hicks, el hermano del cantante británico de rock 'n' roll Tommy Steele, y había tocado con los saxofonistas de jazz Tubby Hayes y Ronnie Scott.

### Mediados de los años 1960
En 1967 ya formaba parte del grupo multirracial de soul británico The Foundations, que tuvo éxitos millonarios con "Baby, Now That I've Found You" y "Build Me Up Buttercup", etc. A los 38 años, era el miembro de mayor edad del grupo y casi 20 años mayor que el miembro más joven del grupo, Tim Harris, de 18 años. Formaba parte de la sección de metales de tres hombres que tocaban el saxo tenor junto con su colega jamaicano Pat Burke y el trombonista dominiqués Eric Allandale. 
Tocó en sus tres primeros sencillos de éxito, "Baby, Now That I've Found You", "Back on My Feet Again" y "Any Old Time (You're Lonely And Sad)". También tocó en el álbum de debut de PYE "From The Foundations", en el álbum en directo "Rocking The Foundations" y en tres temas de Foundations en una sesión de John Peel en enero de 1968.
En 1968, The Foundations estaban experimentando algunos problemas dentro de su grupo, así como problemas con su compositor y productor Tony Macaulay, que no les permitía grabar sus propias composiciones. Por aquel entonces el grupo había grabado un tema llamado "It's All Right", uno de sus favoritos en directo y posiblemente la última grabación de los Foundations en la que participó. 
Se marchó más o menos al mismo tiempo que el cantante de los Foundations, Clem Curtis, que se fue para seguir una carrera en solitario. Algunas fuentes dicen que la salida de Elliott fue una señal de insatisfacción interna. No fue sustituido.

### Años 1970
En 1972, Elliot publicó un sencillo de estilo reggae, "Milk & Honey", en el sello discográfico Ackee. La otra cara era "Burst A Shirt", acreditada a Mike Elliot With Harvey And Errol. "Milk And Honey" aparecería como la otra cara de "One And Only" de Junior English, que fue producido por Lord Koos.
También se rumorea que Elliot tuvo alguna participación en otro sencillo de Reggae publicado en Supreme SUP 225 por Eugene And Burst y respaldado por una pista de Denzil And Burst. Las canciones eran "Let It Fall" en la cara 1 y "Can't Change" en la cara 2. Esto se publicó en el sello en 1971. El Denzil de esta grabación es Denzil Dennis. Elliott junto con Eddie "Tan Tan" Thornton y Sonny Burke habían grabado anteriormente con Denzil Dennis.

## Sencillos
- Terry Moon - "Moon Man" / Mike Elliot - "This Love of Mine" - Planetone RC11, 1963
- Basil John - "Drink And Drive" /Mike Elliott - "J.K. Shuffle" – Planetone RC12, 1963
- Mike Elliott - "This Love of Mine" / Young Satchmo - "Things Are Getting Better" - Carnival CV 7008, 1964
- Mike Elliott - "Milk & Honey" / Mike Elliott & Errol - "Burst A Shirt" - Ackee ACK151, 1972
- Junior English - "One And Only Lover" / Mike Elliott - "Milk & Honey" - Gee's Records GE45-1053